# Soane Patita Paini Mafi
Soane Patita Paini kardinál Mafi (* 19. prosince 1961, Nuku'alofa) je tonžský římskokatolický kněz a biskup Tongy.

## Život
Narodil se jako syn a vnuk katechetů. Vyrůstal v Tonze, a připojil se ke skupině mladých lidí farnosti v Kolofo'ou. Filosofii a teologii studoval v Pacifickém regionálním semináři ve Fidži. Na kněze byl vysvěcen 29. června 1991 biskupem Patelisiem Punou-Ki-Hihifo Finauem. Po vysvěcení se stal knězem farnosti v Ha'apai. V letech 1995-1997 byl generálním vikářem a farním knězem v Nuku'alofe. Roku 1998 odešel do USA studovat psychologii na Loyola College v Baltimoru. Roku 1999 se vrátil domů, kde působil v Houmě. Byl profesorem a instruktorem Pacifického regionálního semináře a vice-rektorem stejného semináře.
Dne 28. června 2007 jej papež Benedikt XVI. jmenoval biskupem koadjutorem diecéze Tonga. Biskupské svěcení přijal 4. října 2007 z rukou biskupa Soana Lila Foliakiho a spolusvětiteli byli arcibiskup Alapati Lui Mataeliga a arcibiskup Petero Mataca. Tuto funkci vykonával do 18. dubna 2008, kdy po rezignaci biskupa Foliakiho nastoupil na jeho místo diecézního biskupa Tongy.
Roku 2010 se stal předsedou Pacifické biskupské konference.
Dne 14. února 2015 jej papež František na konzistoři jmenoval kardinálem s titulem kardinál-kněz ze Santa Paola Romana;.